# Pterophorus
Pterophorus là một chi bướm đêm thuộc họ Pterophoridae.

## Hình ảnh

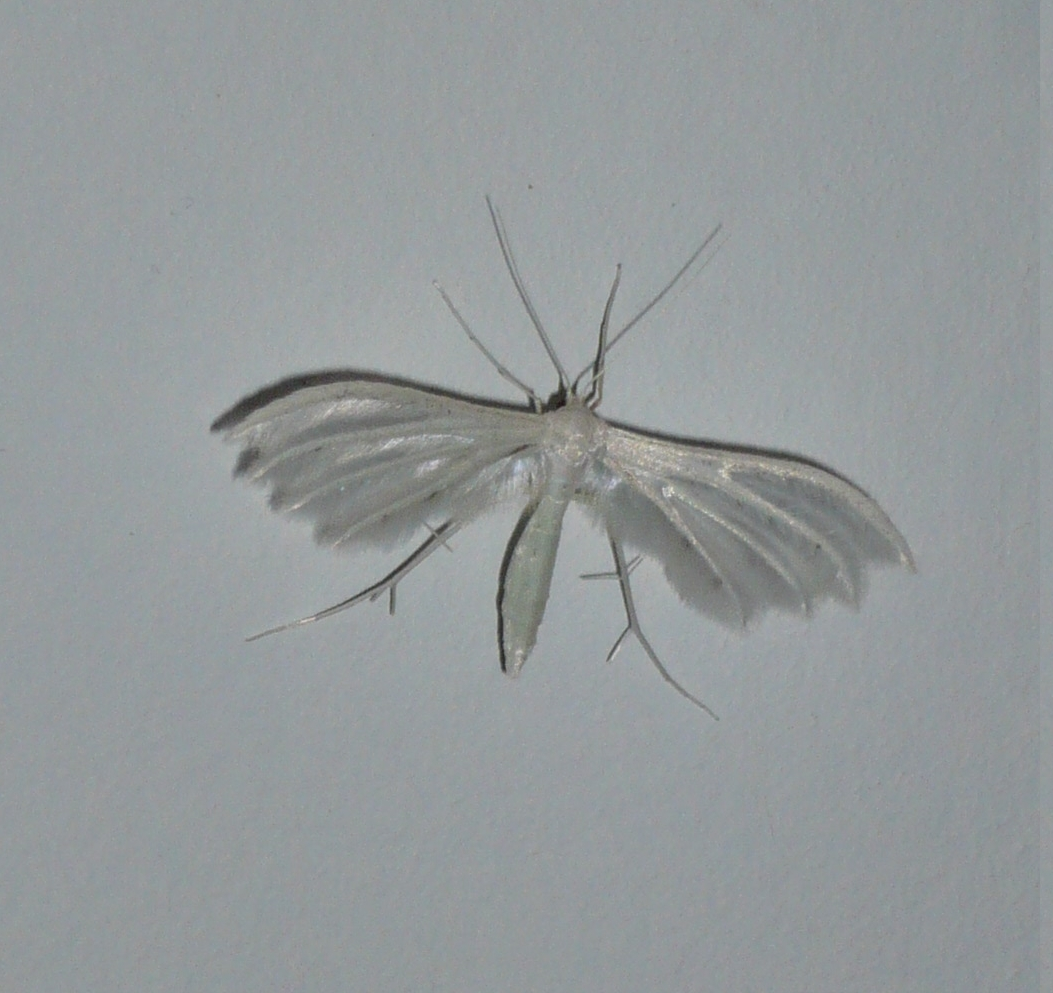
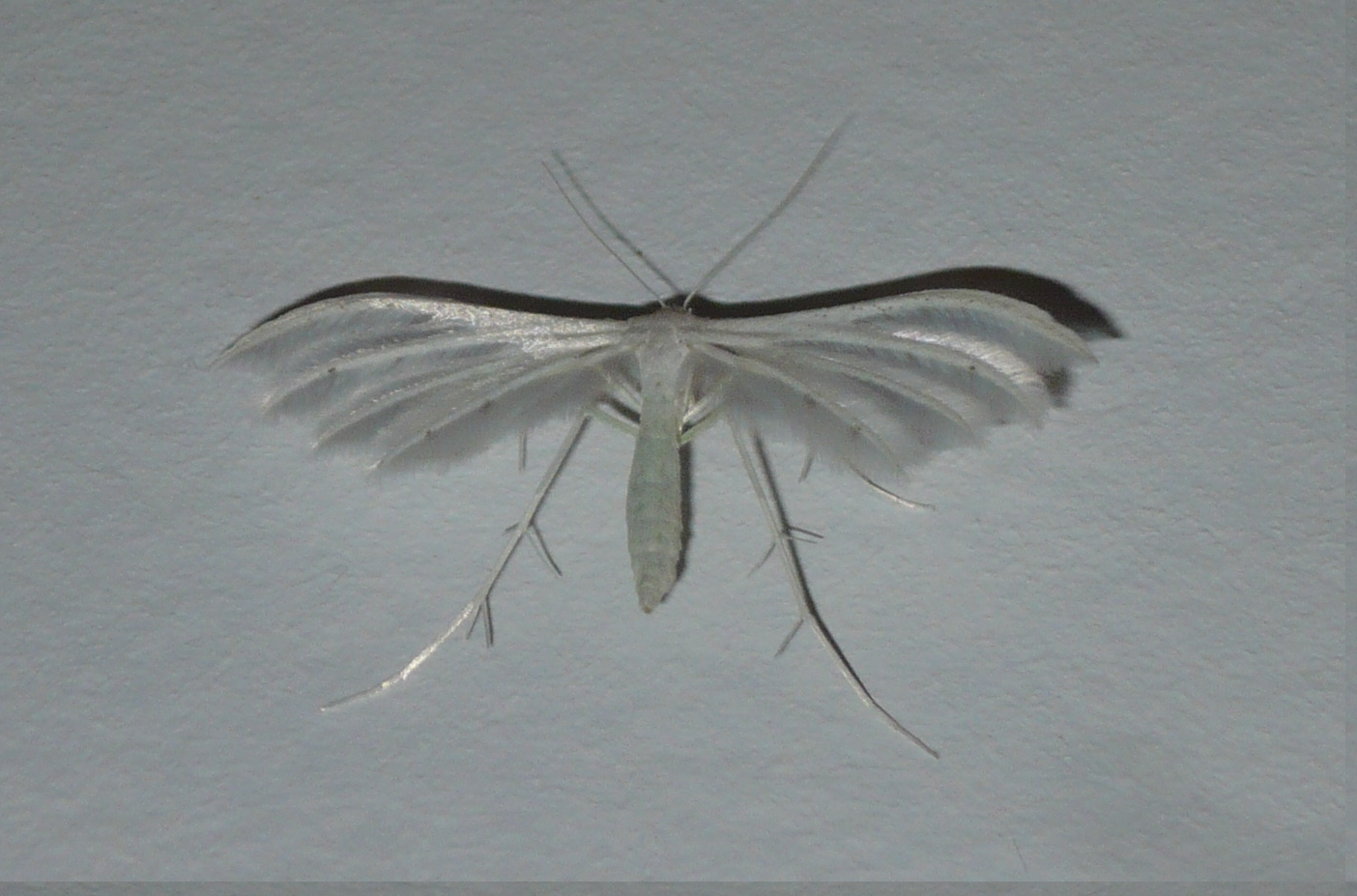

## Các loài
- Pterophorus albidus
- Pterophorus aliubasignum
- Pterophorus ashanti
- Pterophorus attenuatus
- Pterophorus bacteriopa
- Pterophorus baliolus
- Pterophorus brandti
- Pterophorus candidalis
- Pterophorus ceraunia
- Pterophorus chionadelpha
- Pterophorus chosokeialis
- Pterophorus cleronoma
- Pterophorus dallastai
- Pterophorus denticulata
- Pterophorus diwani
- Pterophorus djebeli
- Pterophorus ebbei
- Pterophorus elaeopa
- Pterophorus elbursi
- Pterophorus erratus
- Pterophorus flavus
- Pterophorus furcatalis
- Pterophorus innotatalis
- Pterophorus ischnodactyla
- Pterophorus jaechi
- Pterophorus kuningus
- Pterophorus lacteipennis
- Pterophorus lamottei
- Pterophorus lampra
- Pterophorus legrandi
- Pterophorus leucadactylus
- Pterophorus lieftincki
- Pterophorus lindneri
- Pterophorus massai
- Pterophorus melanopoda
- Pterophorus monospilalis
- Pterophorus nigropunctatus
- Pterophorus niveodactyla
- Pterophorus niveus
- Pterophorus pentadactyla
- Pterophorus rhyparias
- Pterophorus sobeidae
- Pterophorus spissa
- Pterophorus uzungwe
- Pterophorus virgo
- Pterophorus wahlbergi